# Diario del Alto Aragón
Le Diario del Alto Aragón est un quotidien en espagnol édité à Huesca, fondé en 1985. La majeure partie des informations concerne la province de Huesca, mais il en comporte aussi concernant l'Aragon, l'Espagne et le monde des sports.

## Histoire
Le premier numéro est apparu le 28 septembre 1985. Son plus lointain prédécesseur remonte à 1875, sous le nom El Diario de Huesca.
Le Diario del Alto Aragón a rendu publique et gratuite sa bibliothèque de journaux, de 1875 à nos jours. Chacun peut ainsi consulter plus de 127 ans d’archives depuis son ordinateur.
Le Diario del Alto Aragón est le principal quotidien en Haut-Aragon. 

## Pyrénées
Le journal informe aussi sur la faune sauvage des Pyrénées, tels ours et gypaète.